# Gemeinden des Kantons Glarus

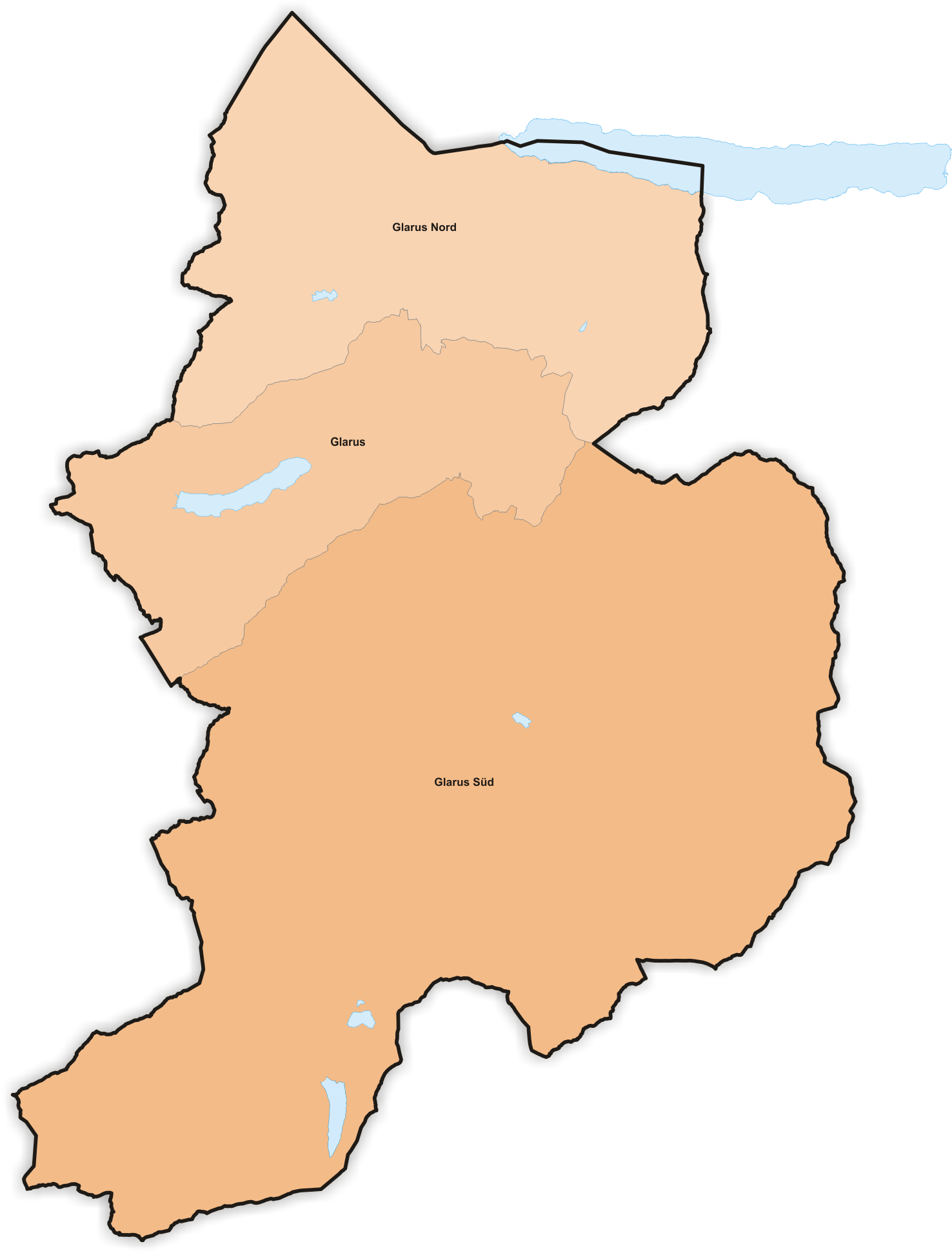
Gemeinden des Kantons Glarus seit 2011

Der Kanton Glarus umfasst seit dem 1. Januar 2011 drei politische Gemeinden, die in der Kantonsverfassung (Artikel 115–134) Gemeinden genannt werden und als Einheitsgemeinden organisiert sind. Die Gemeindereform wurde am 7. Mai 2006 von der Landsgemeinde beschlossen. Bis 31. Dezember 2010 bestand der Kanton Glarus aus 25 Orts-, 18 Schul-, 16 Fürsorge- und 9 Bürgergemeinden (Bürgergemeinden hiessen Tagwen).

## Liste der Gemeinden
| Wappen        | Gemeindename           | Einwohner 31. Dezember 2023 | Fläche in km² | Einwohner pro km² |
| ------------- | ---------------------- | --------------------------- | ------------- | ----------------- |
| Glarus        | Glarus                 | 12'758                      | 103,67        | 123               |
| Glarus Nord   | Glarus Nord            | 19'639                      | 146,98        | 134               |
| Glarus Süd    | Glarus Süd             | 9659                        | 430,03        | 22                |
| Kanton Glarus | Kanton Glarus (gesamt) | 42'056                      | 685,31        | 61                |

Die Gesamtfläche des Kantons enthält neben den Landflächen der drei Gemeinden noch einen Anteil der Fläche des Walensees von 4,63 km².

## Änderungen im Bestande der Gemeinden

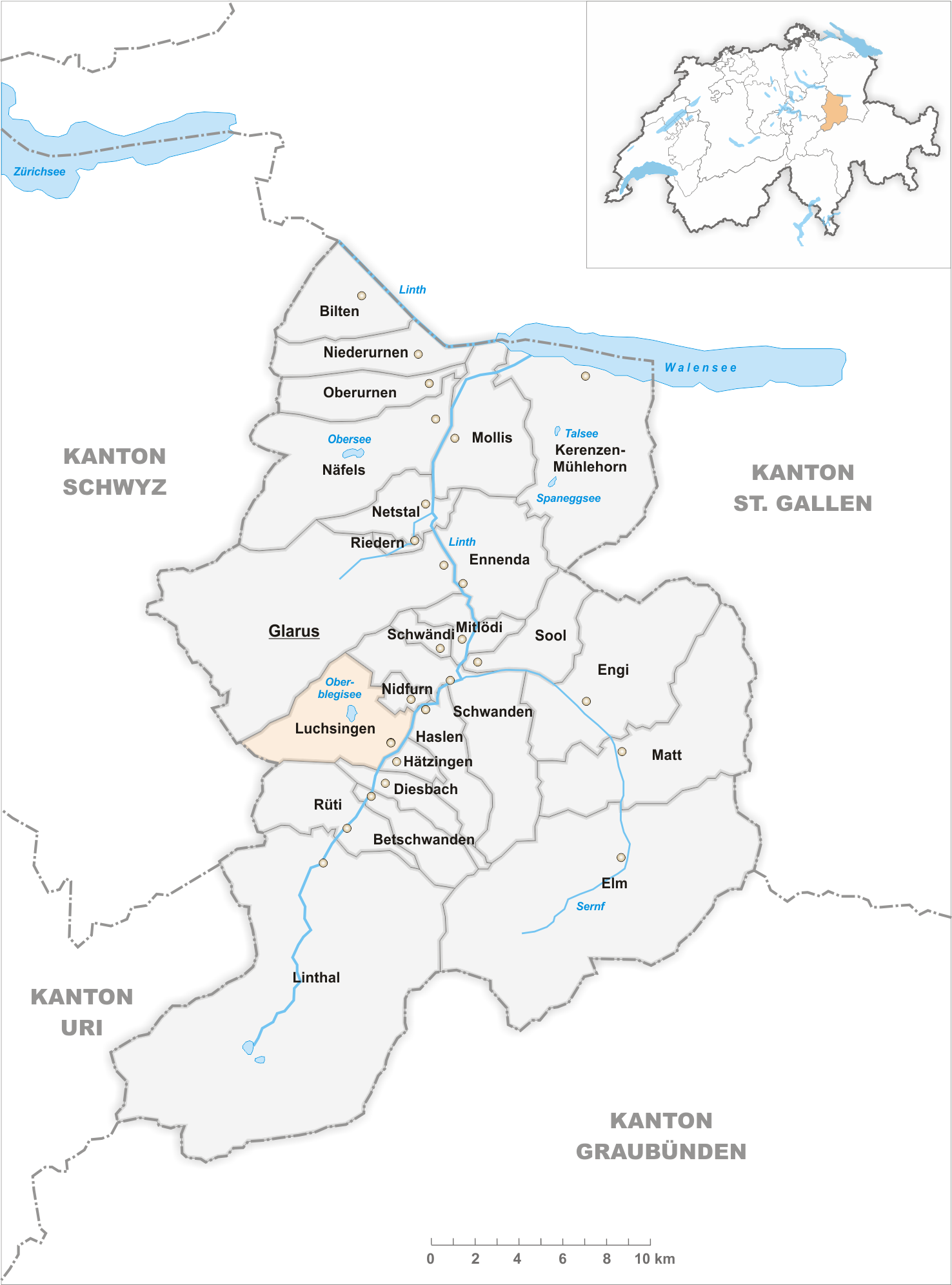
Gemeinden bis 1867
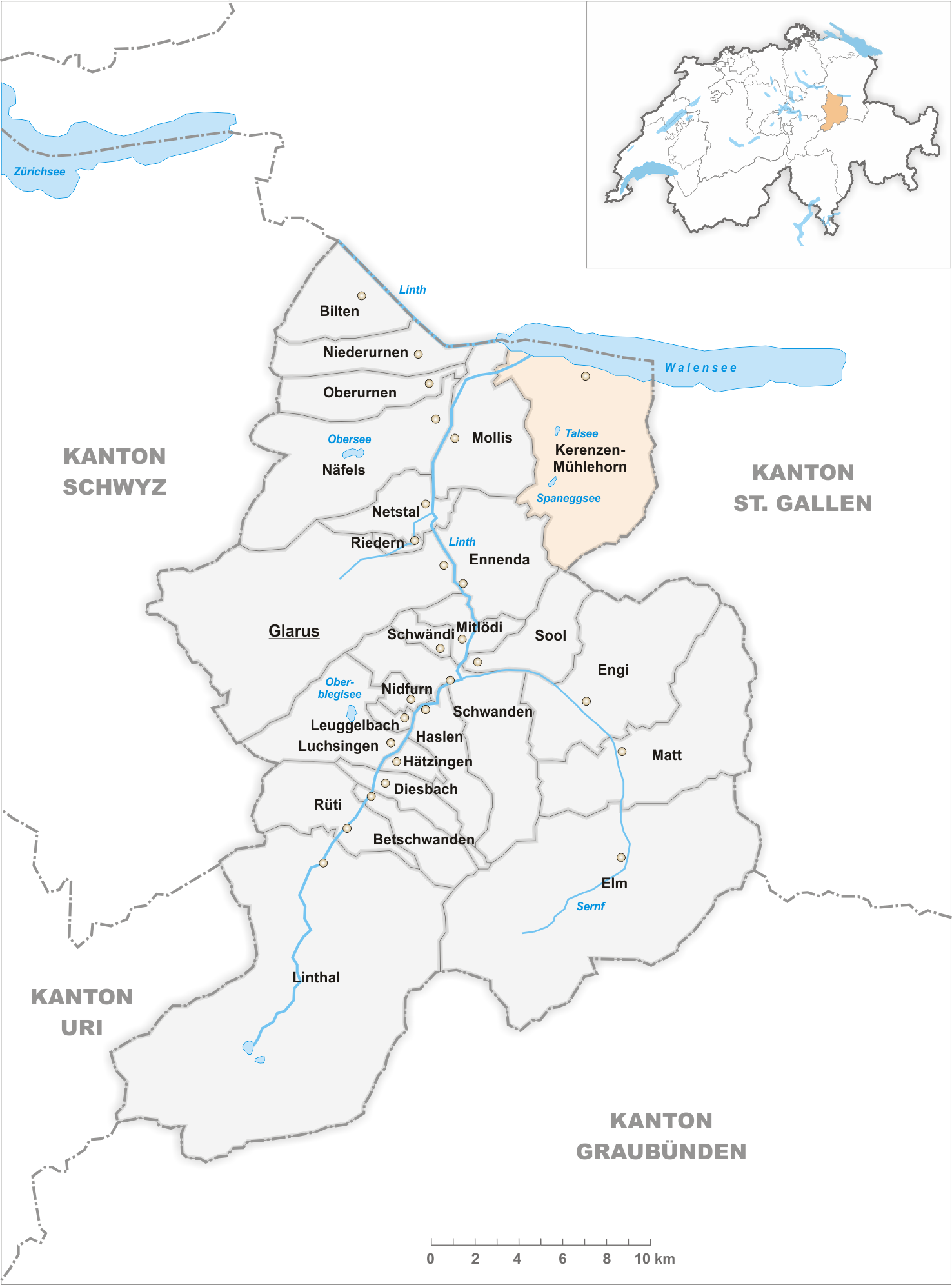
Gemeinden bis 1886
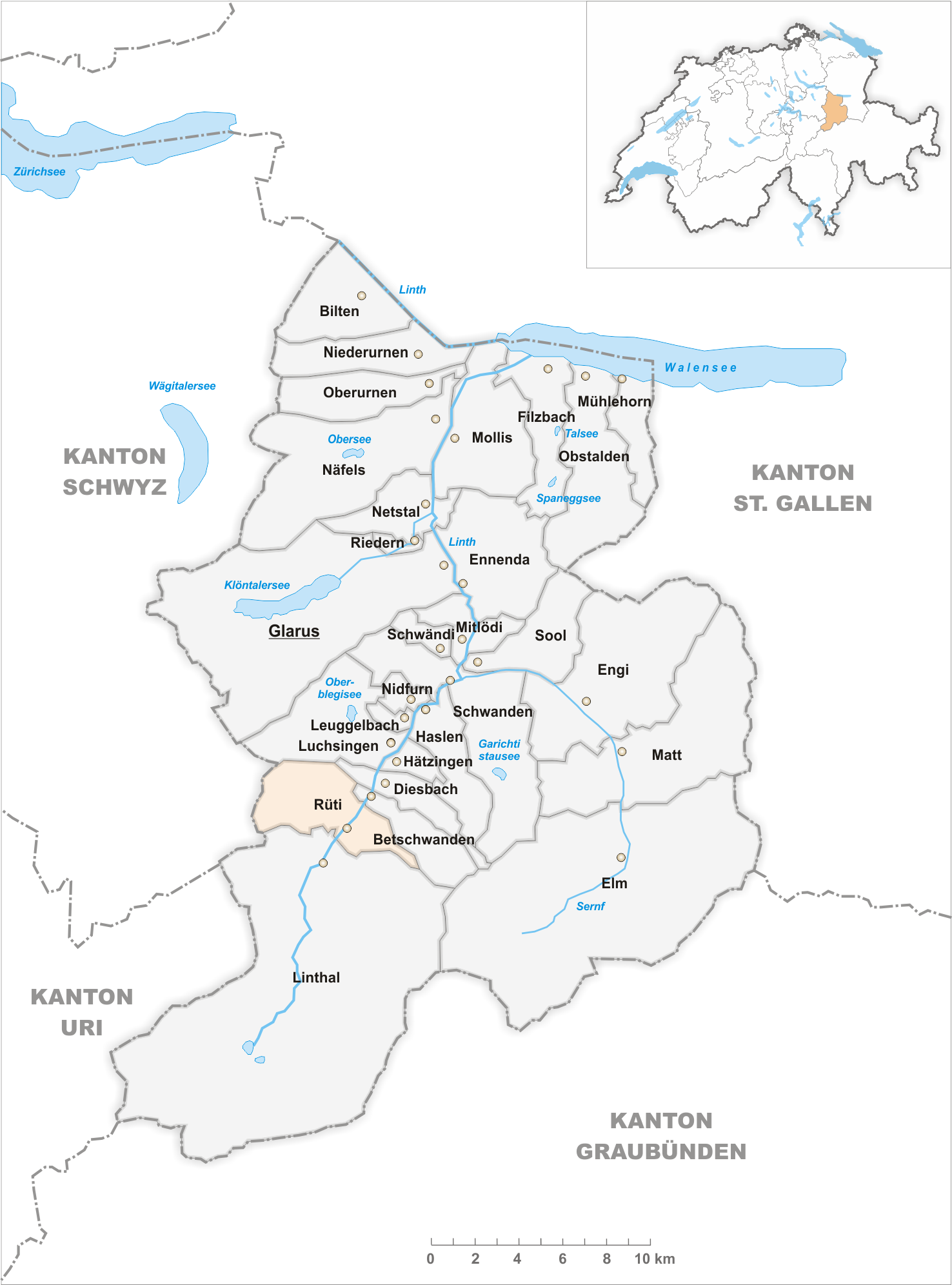
Gemeinden bis 1938
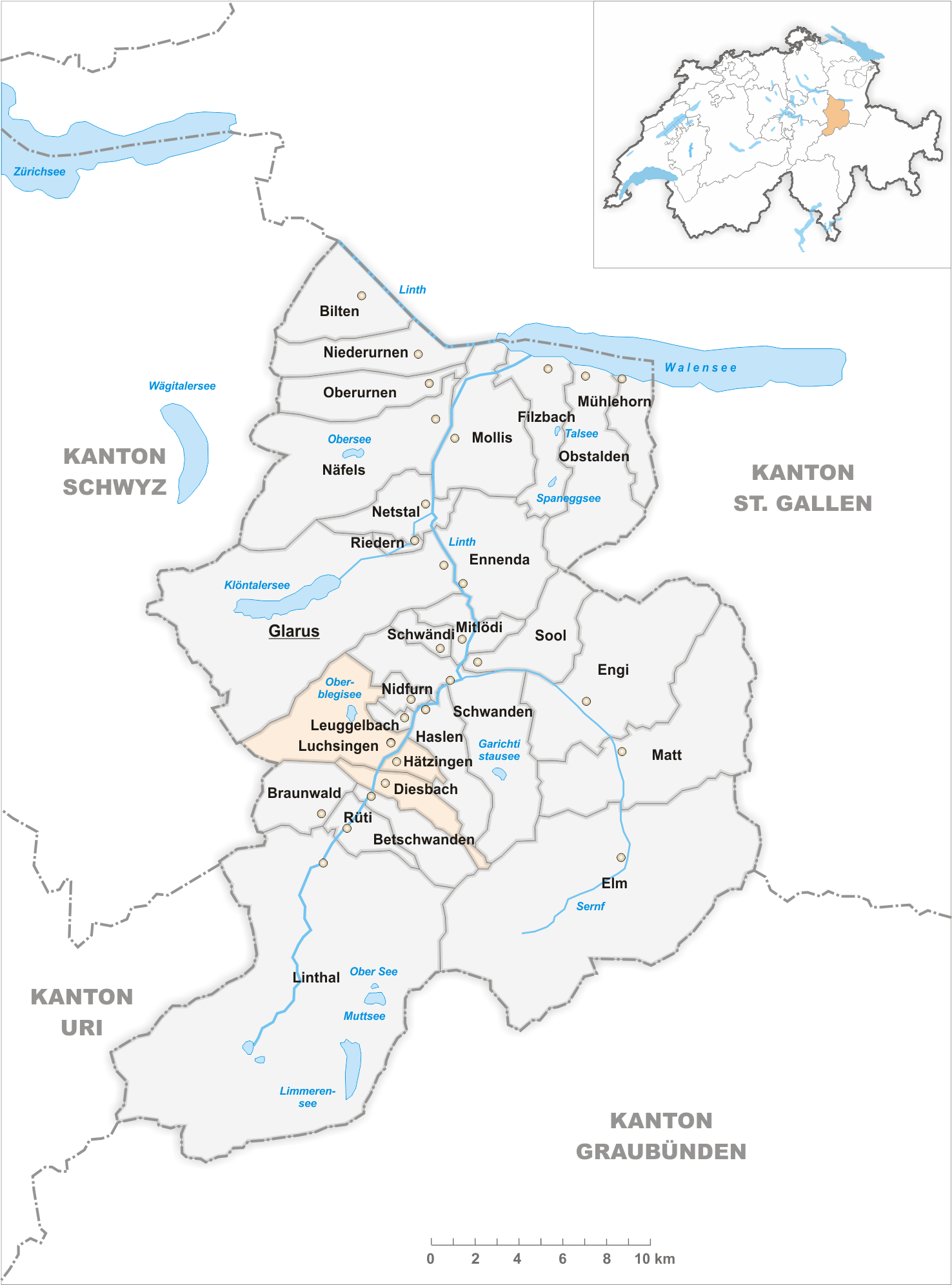
Gemeinden bis 2003
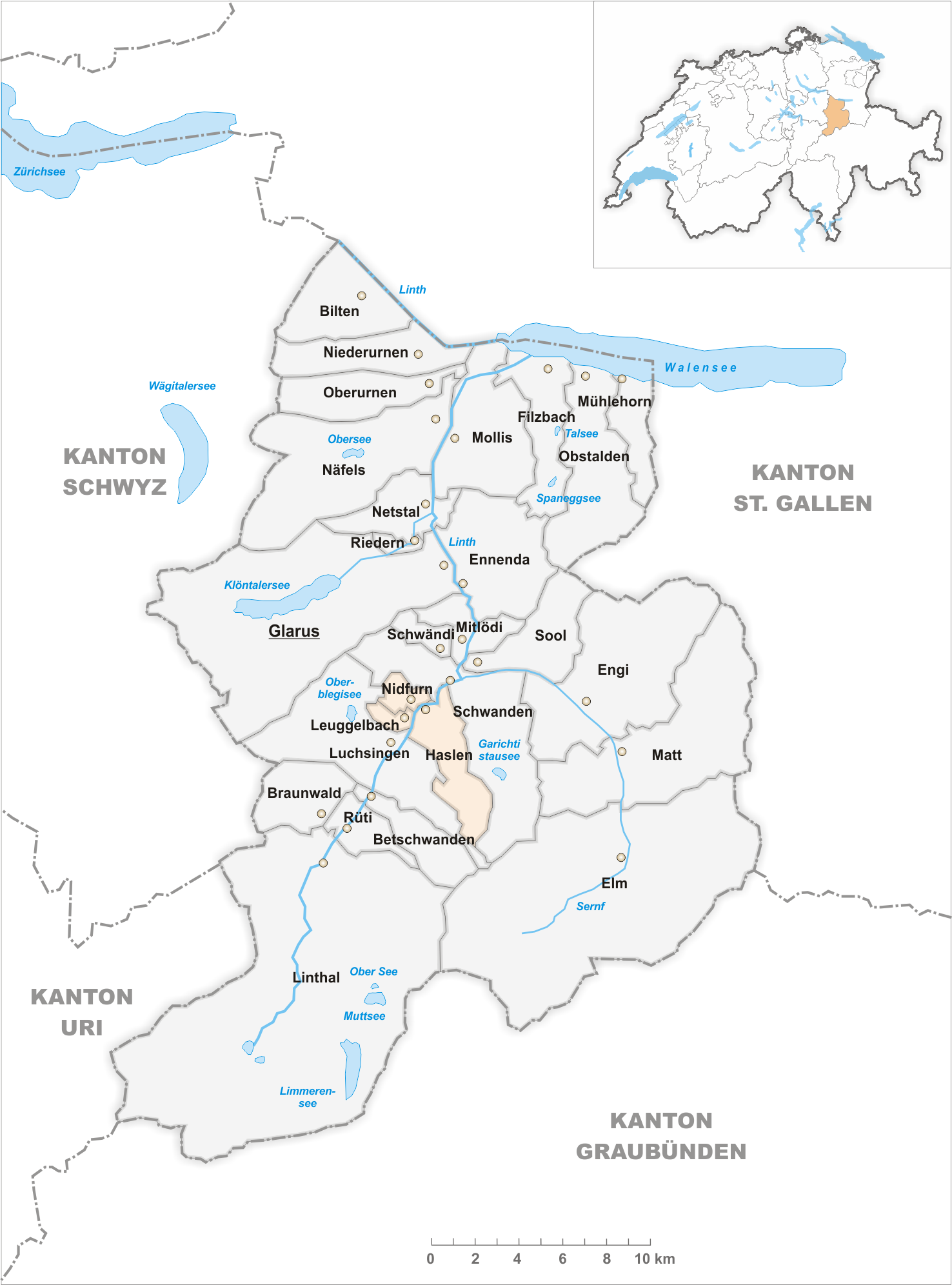
Gemeinden bis 2006
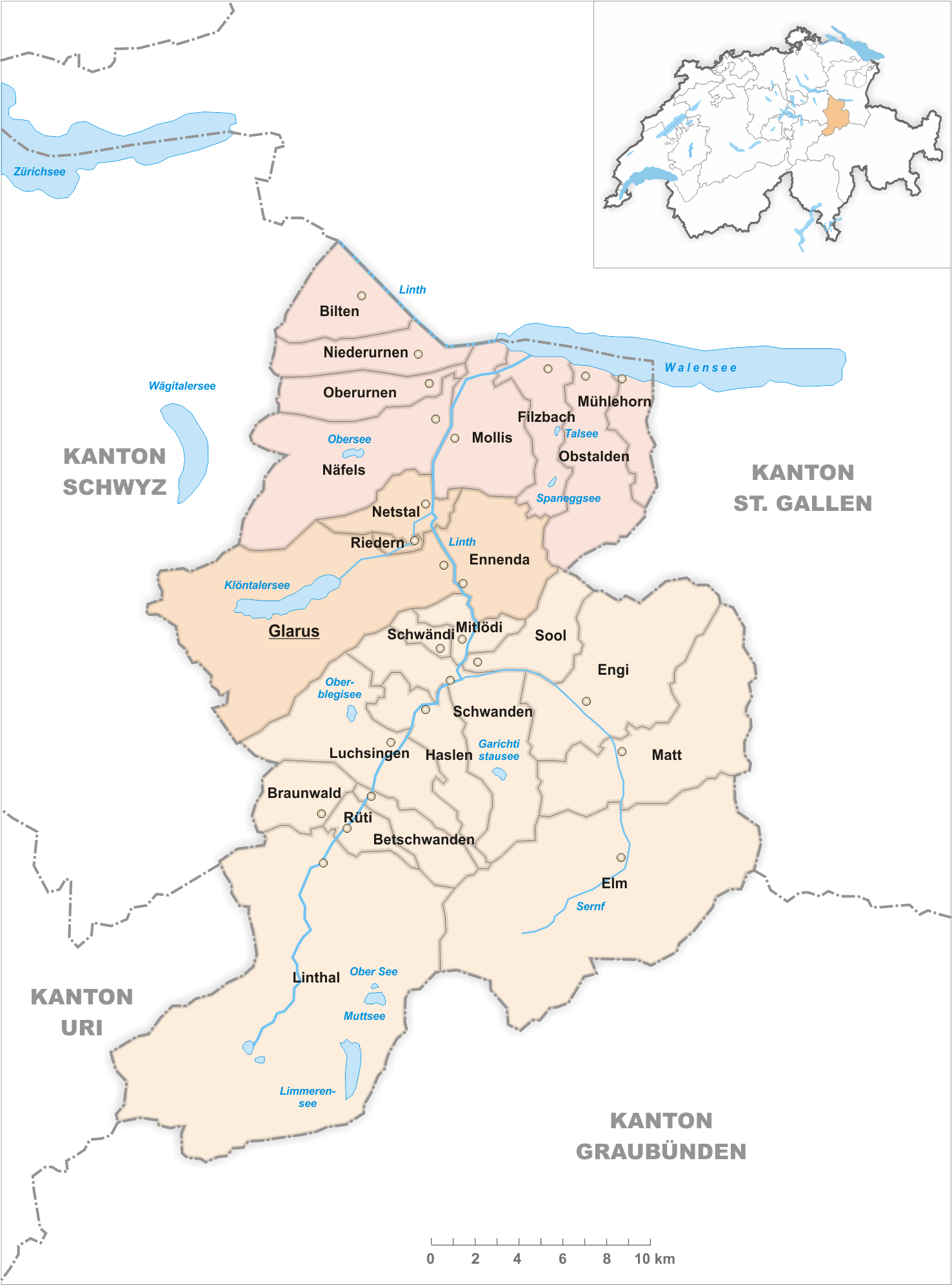
Gemeinden bis 2010
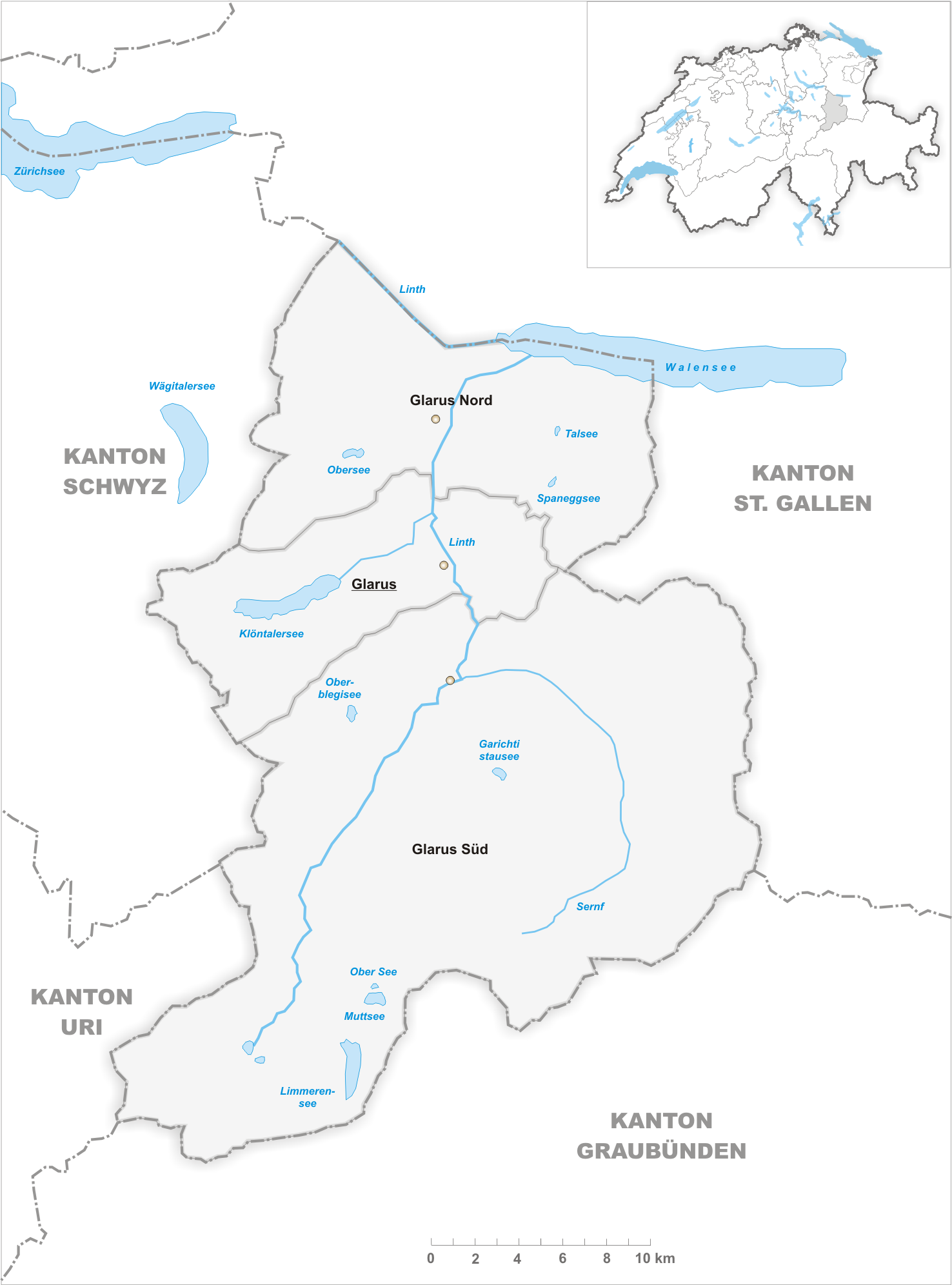
Gemeinden seit 2011

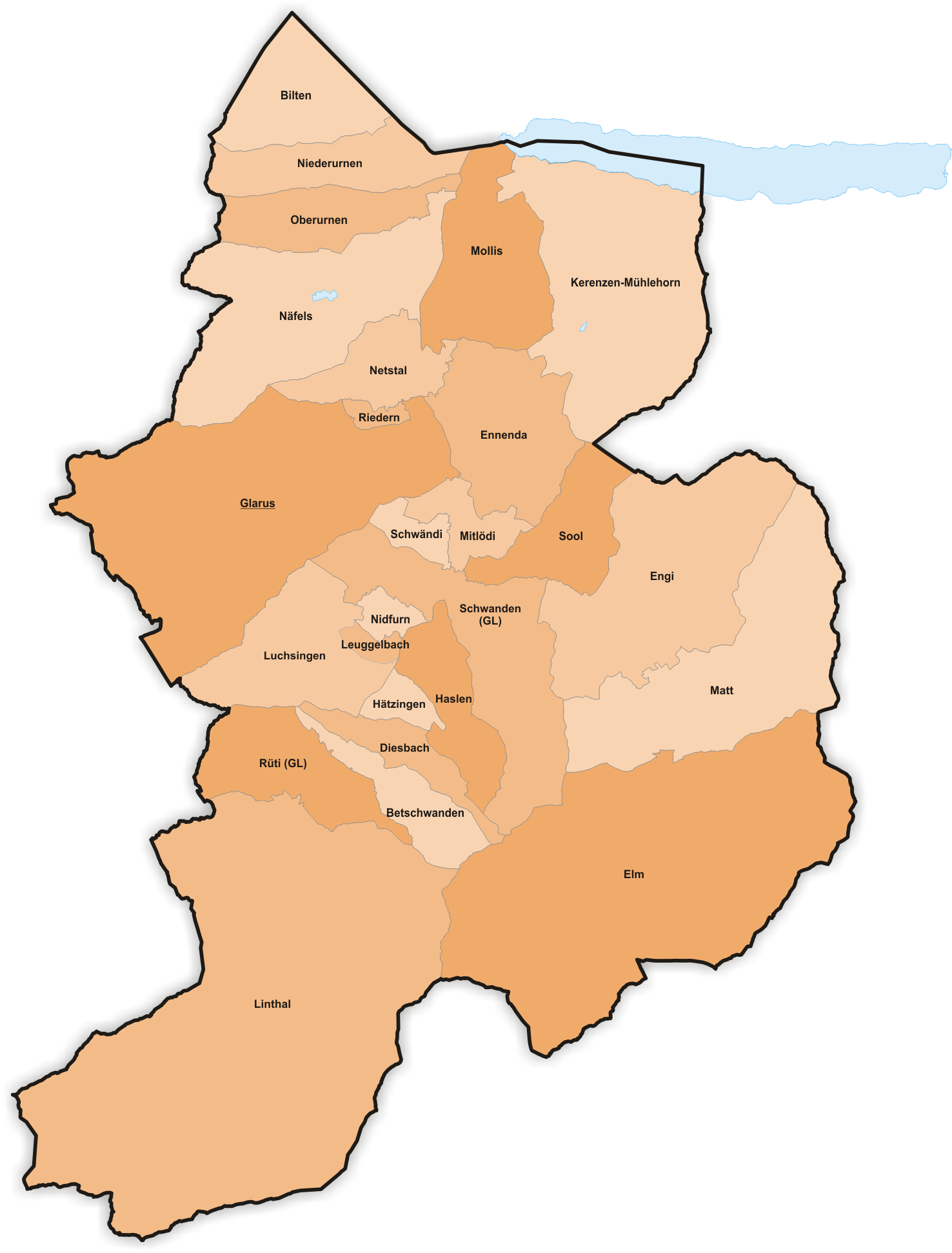
Gemeinden bis 1867
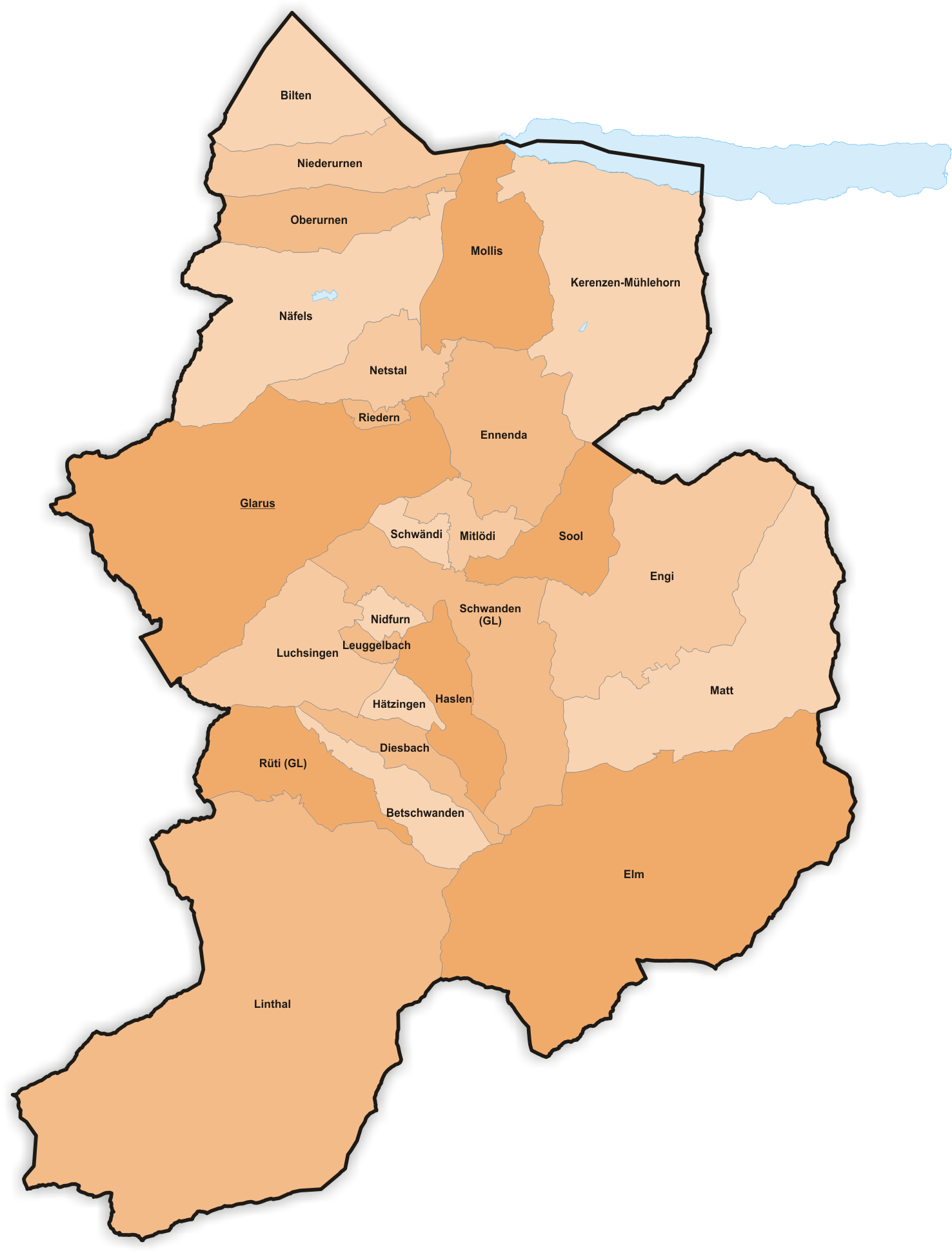
Gemeinden bis 1886
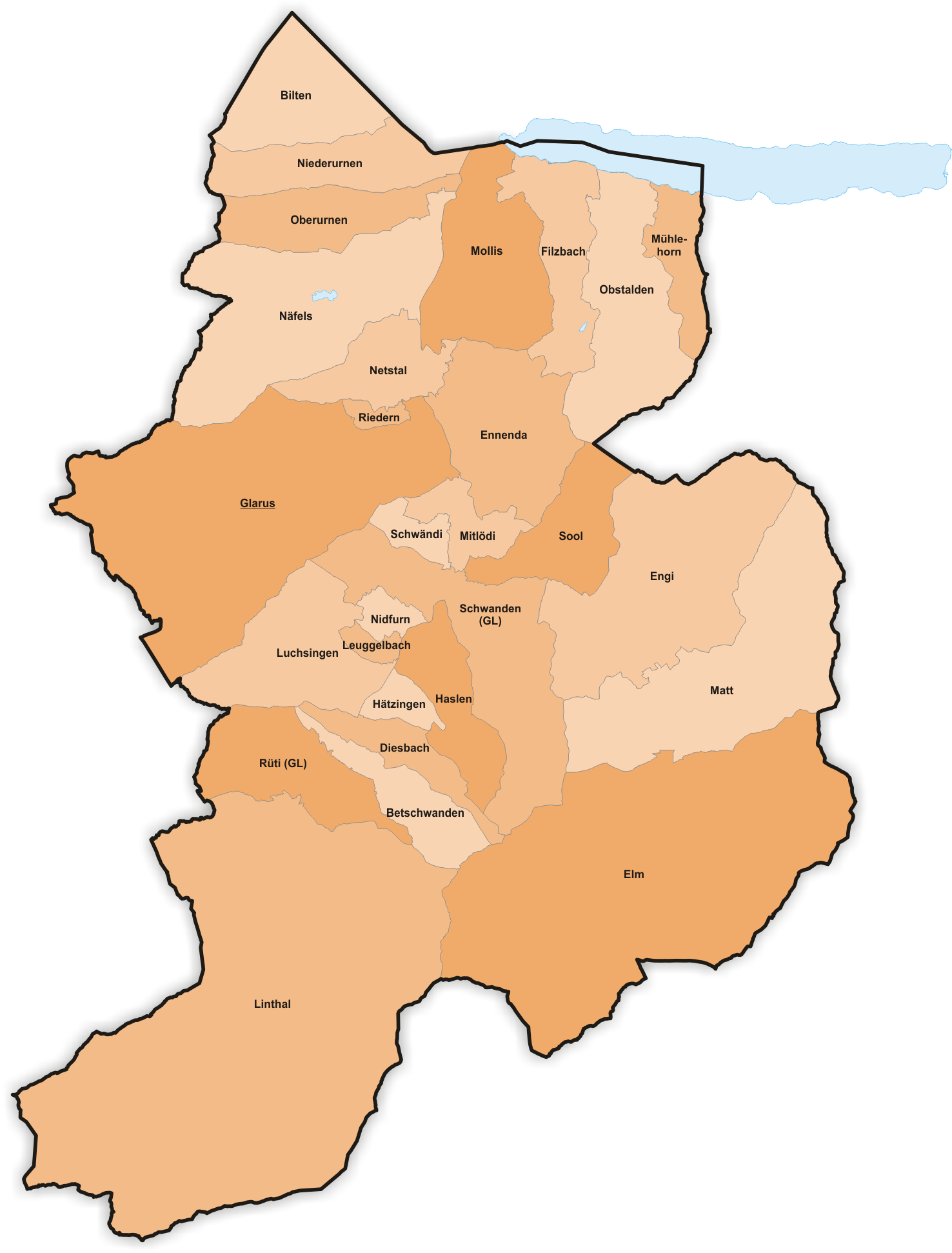
Gemeinden bis 1939
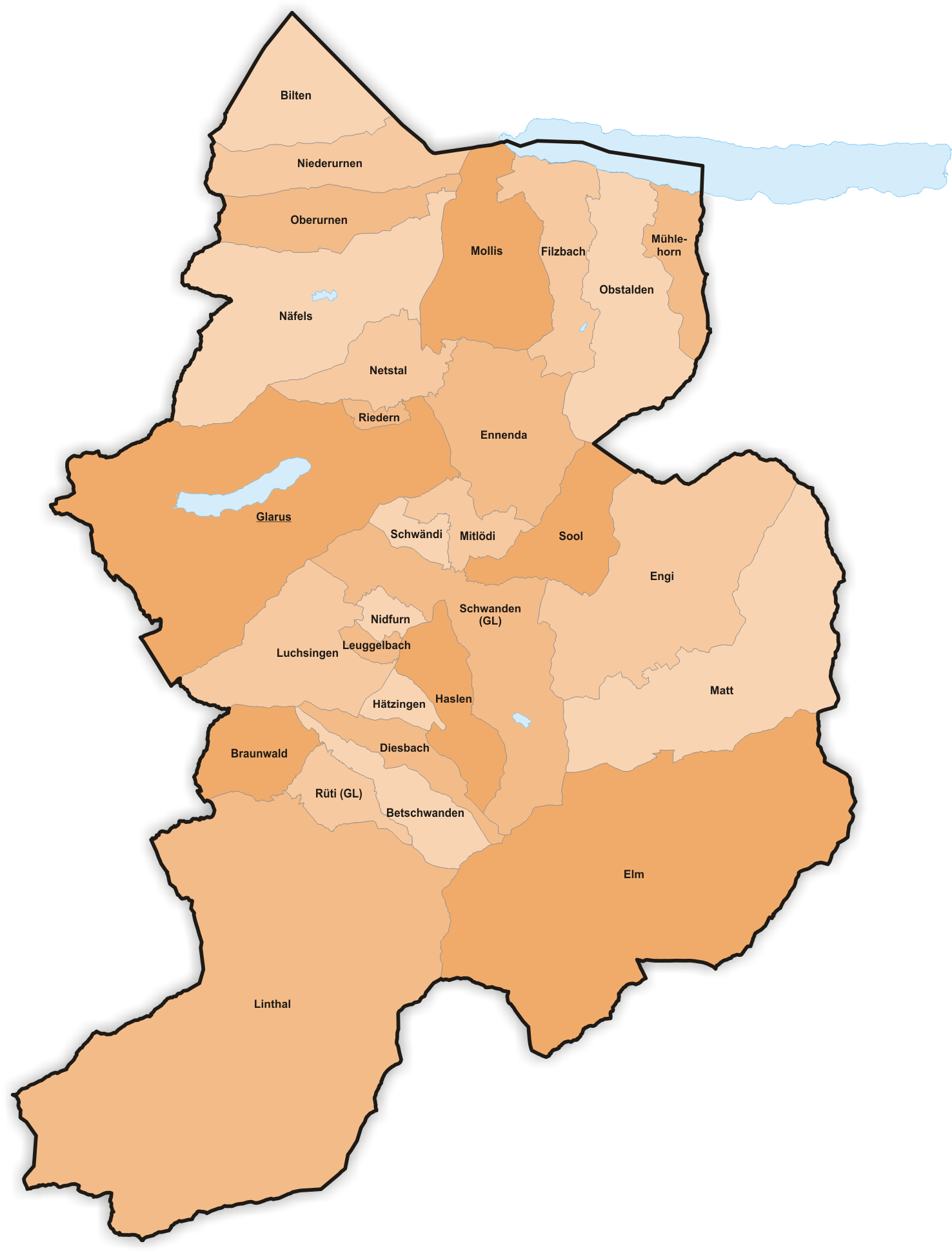
Gemeinden bis 2003
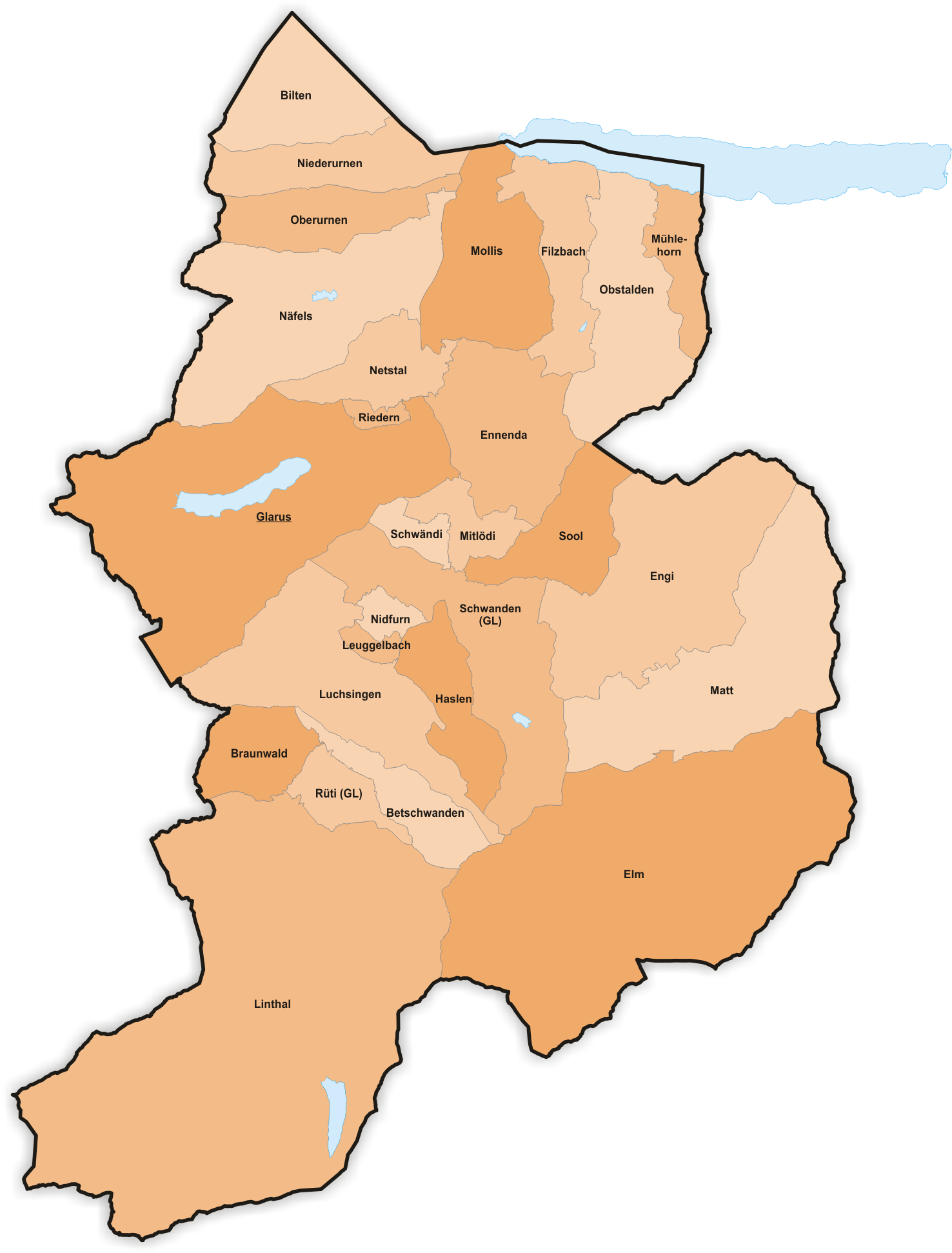
Gemeinden bis 2006
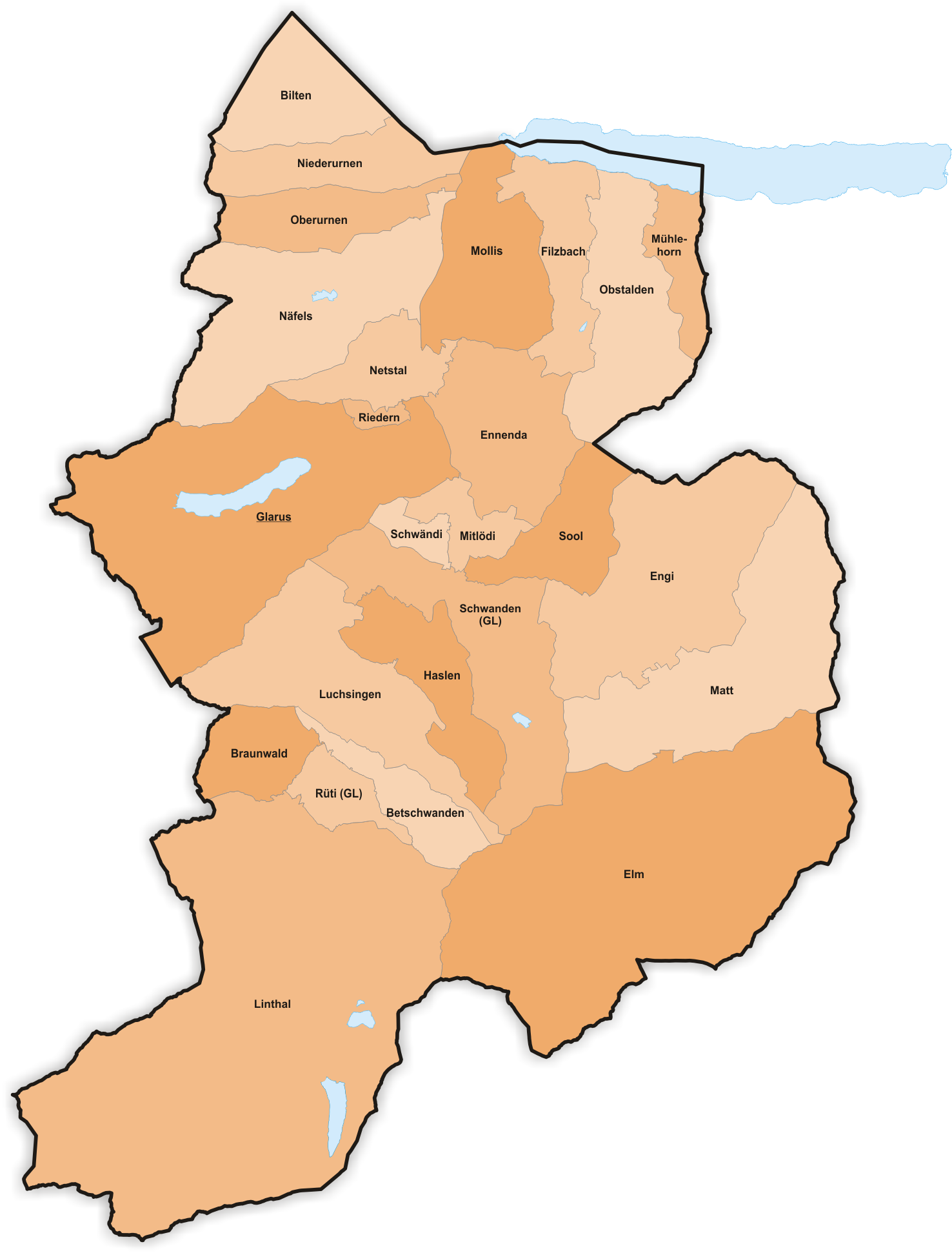
Gemeinden bis 2010
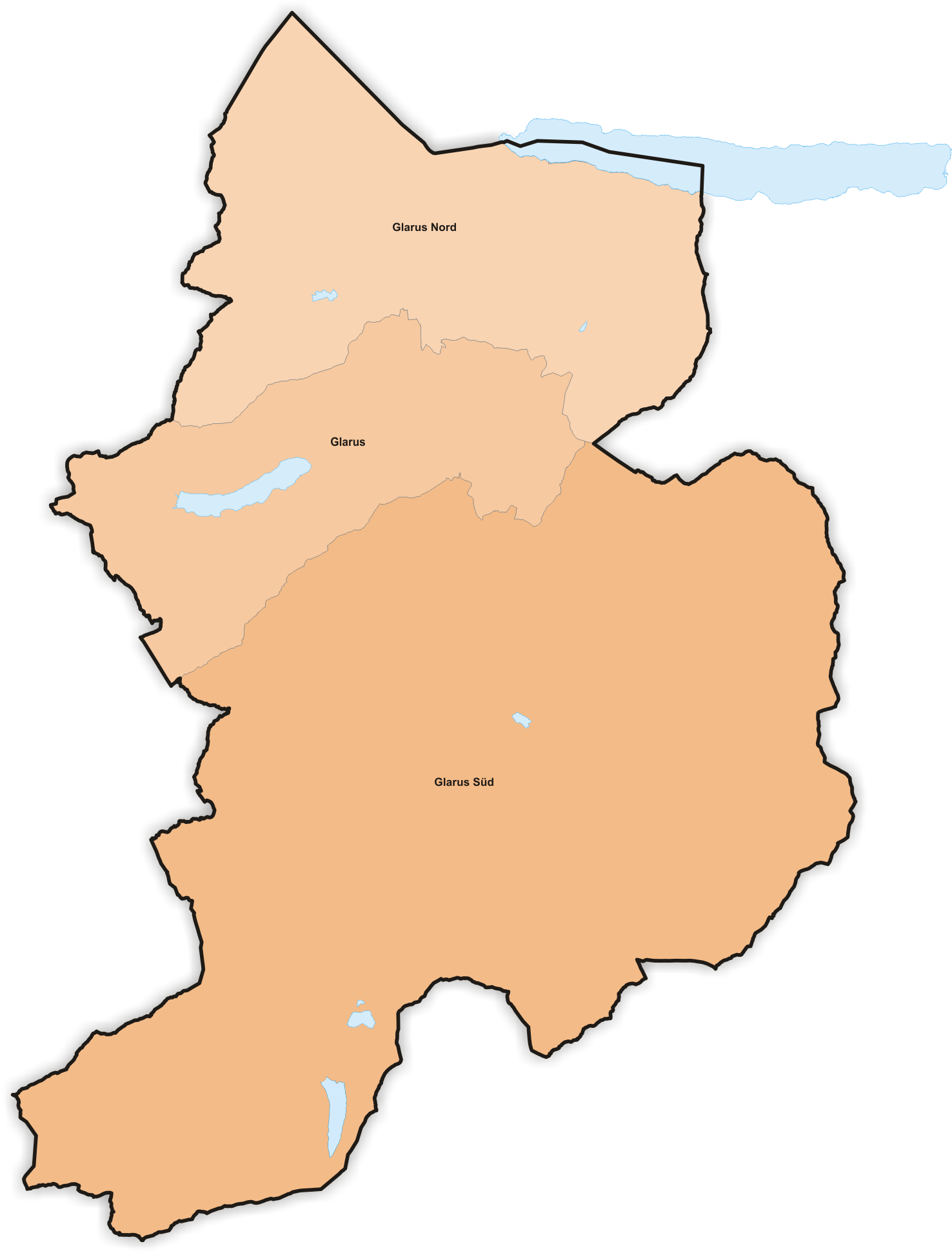
Gemeinden seit 2011

Vor der Glarner Gemeindereform gliederte sich der Kanton Glarus in zuletzt 25 Ortsgemeinden, vor den Fusionen von 2006 (Haslen, Leuggelbach, Nidfurn) und 2004 (Luchsingen, Hätzingen, Diesbach) in 29. Die Gemeinden Filzbach, Mühlehorn und Obstalden entstanden 1887 durch die Aufteilung der vormaligen Gemeinde Kerenzen-Mühlehorn. Braunwald wurde 1939 als eigenständige Gemeinde von Rüti abgetrennt.

## Liste der ehemaligen Gemeinden
| Wappen        | Gemeindename       | Einwohner 31. Dezember 2010 | Fläche in km² | Einwohner pro km² | Bemerkungen                                                                                             |
| ------------- | ------------------ | --------------------------- | ------------- | ----------------- | --- |
| Betschwanden  | Betschwanden       | 182                         | 9,75          | 19                | Seit 2011 zu Glarus Süd                                                                                 |
| Bilten        | Bilten             | 2001                        | 15,81         | 127               | Seit 2011 zu Glarus Nord                                                                                |
| Braunwald     | Braunwald          | 308                         | 10,19         | 30                | 1939 von Rüti abgetrennt; seit 2011 zu Glarus Süd                                                       |
| Diesbach      | Diesbach           | 148                         | 7,20          | 21                | Seit 2004 zu Luchsingen; damit 2011 zu Glarus Süd                                                       |
| Elm           | Elm                | 626                         | 90,81         | 7                 | Seit 2011 zu Glarus Süd                                                                                 |
| Engi          | Engi               | 609                         | 40,67         | 15                | Seit 2011 zu Glarus Süd                                                                                 |
| Ennenda       | Ennenda            | 2684                        | 22,23         | 121               | Seit 2011 zu Glarus                                                                                     |
| Filzbach      | Filzbach           | 509                         | 13,87         | 37                | Seit 2011 zu Glarus Nord                                                                                |
| Glarus        | Glarus             | 5878                        | 69,27         | 85                | Seit 2011 mit Ennenda, Netstal und Riedern vereint                                                      |
| Haslen        | Haslen             | 999                         | 15,86         | 63                | Seit 2011 zu Glarus Süd                                                                                 |
| Hätzingen     | Hätzingen          | 234                         | 3,19          | 73                | Seit 2004 zu Luchsingen; damit seit 2011 zu Glarus Süd                                                  |
| —             | Kerenzen-Mühlehorn | 1368                        | 45,36         | 30                | 1887 aufgeteilt in die Gemeinden Filzbach, Mühlehorn und Obstalden; diese seit 2011 alle zu Glarus Nord |
| Leuggelbach   | Leuggelbach        | 104                         | 1,73          | 60                | Seit 2006 zu Haslen; damit seit 2011 zu Glarus Süd                                                      |
| Linthal       | Linthal            | 1088                        | 131,23        | 8                 | Seit 2011 zu Glarus Süd                                                                                 |
| Luchsingen    | Luchsingen         | 1119                        | 30,67         | 36                | Seit 2011 zu Glarus Süd                                                                                 |
| Matt          | Matt               | 361                         | 41,18         | 9                 | Seit 2011 zu Glarus Süd                                                                                 |
| Mitlödi       | Mitlödi            | 1000                        | 6,23          | 161               | Seit 2011 zu Glarus Süd                                                                                 |
| Mollis        | Mollis             | 3337                        | 21,87         | 153               | Seit 2011 zu Glarus Nord                                                                                |
| Mühlehorn     | Mühlehorn          | 416                         | 7,69          | 54                | Seit 2011 zu Glarus Nord                                                                                |
| Näfels        | Näfels             | 4021                        | 36,93         | 109               | Seit 2011 zu Glarus Nord                                                                                |
| Netstal       | Netstal            | 2875                        | 10,68         | 269               | Seit 2011 zu Glarus                                                                                     |
| Nidfurn       | Nidfurn            | 199                         | 2,58          | 77                | Seit 2006 zu Haslen; damit seit 2011 zu Glarus Süd                                                      |
| Niederurnen   | Niederurnen        | 3928                        | 14,11         | 278               | Seit 2011 zu Glarus Nord                                                                                |
| Oberurnen     | Oberurnen          | 1963                        | 12,80         | 153               | Seit 2011 zu Glarus Nord                                                                                |
| Obstalden     | Obstalden          | 443                         | 23,80         | 19                | Seit 2011 zu Glarus Nord                                                                                |
| Riedern       | Riedern            | 734                         | 1,52          | 483               | Seit 2011 zu Glarus                                                                                     |
| Rüti GL       | Rüti (GL)          | 364                         | 6,15          | 59                | Seit 2011 zu Glarus Süd                                                                                 |
| Schwanden GL  | Schwanden (GL)     | 2392                        | 30,64         | 78                | Seit 2011 zu Glarus Süd                                                                                 |
| Schwändi      | Schwändi           | 476                         | 3,46          | 138               | Seit 2011 zu Glarus Süd                                                                                 |
| Sool          | Sool               | 296                         | 13,27         | 22                | Seit 2011 zu Glarus Süd                                                                                 |
| Total in 2010 | Total in 2010      | 38'609                      | 685,31        | 57                | |